# Șura-Mitlînețka, Haisîn
Șura-Mitlînețka (în ucraineană Шура-Мітлинецька) este un sat în comuna Mitlînți din raionul Haisîn, regiunea Vinnița, Ucraina.

## Demografie
Componența lingvistică a localității Șura-Mitlînețka
     Ucraineană (97,16%)
     Rusă (2,36%)
     Alte limbi (0,48%)
Conform recensământului din 2001, majoritatea populației localității Șura-Mitlînețka era vorbitoare de ucraineană (97,16%), existând în minoritate și vorbitori de rusă (2,36%).